# Cały z kochania
Cały z kochania – świąteczna piosenka i singel radiowy Krzysztofa Antkowiaka, według jego kompozycji, z tekstem Grzegorza Ciechowskiego napisanym w 1997 roku. Promuje 11. płytę z serii „Polska Nostalgia”. Singel został wydany 14 grudnia 2015 przez Polskie Radio.

## Notowanie
- Lista Przebojów Trójki: 59 (Szczęśliwa 13)[3]